# Избори за председника Републике Македоније 1994.
Избори за председника Северне Македоније 1994. су одржани 16. октобра 1994. године. За председника је поново изабран Киро Глигоров.
Ово су били први непосредни председнички избори у Северној Македонији.